# Долній Врх
Долній Врх (словен. Dolnji Vrh) — поселення в общині Шмартно-при-Літії, Осреднєсловенський регіон, Словенія. 
Висота над рівнем моря: 470,9 м.